# Rękoczyn Martina-Wieganda-von Winckela
Rękoczyn Martina-Wieganda-von Winckela, Pomoc ręczna sposobem Wieganda-Martina-von Winckela – rękoczyn stosowany w sytuacji trudności z urodzeniem główki płodu, gdy płód jest częściowo urodzony, główka nie zstąpiła do miednicy, a grzbiet jest z przodu lub bocznie z przodu.

## Cel zabiegu
Celem zabiegu jest wprowadzenie do miednicy główki, która znajduje się jeszcze wysoko nad wchodem miednicy. Znajdująca się w wymiarze prostym lub skośnym główka rotowana jest do wymiaru poprzecznego (wchód miednicy) i jednocześnie mały wymiar dwuskroniowy główki jest wprowadzany w skrócony wymiar sprzężnej prawdziwej.

## Sposób wykonania
Położnik wprowadza rękę do pochwy (tą, w kierunku której zwrócona jest twarzyczka płodu), od strony brzuszka i klatki piersiowej płodu od tyłu bocznie. Wzdłuż przedniej powierzchni szyi przesuwa ją aż do bródki i ust płodu. Płód ułożony jest w pozycji jeźdźca. Dalsze postępowanie według schematu:
1. Do ust płodu wprowadza się palec środkowy, palce 2. i 4. układa się w dołach nadkłowych (fosse caninae) (poniżej kości jarzmowych) - ostrożne wykonanie gdyż  jest ryzyko uszkodzenia oczu
2. Kciuk ułożyć pod żuchwą. Takim chwytem wykonuje się 2 ruchy:
  - zrotować główkę do wymiaru poprzecznego, aby szew strzałkowy ustawił się w wymiar poprzeczny wchodu, czyli tak, jak prawidłowo główka wstawia się do wchodu
  - odprostować główkę, aby skróconą sprzężną prawdziwą wstawił się mały poprzeczny wymiar główki, wymiar dwuskroniowy (8 cm), a nie wymiar poprzeczny duży, wymiar dwuciemieniowy (9,5 cm); jeśli przygnie się główkę za mocno, tak że bródka będzie dotykać klatki piersiowej, to w wymiar prosty wchodu wstawi się duży wymiar poprzeczny główki

Opisane postępowanie dotyczy:
- miednicy płaskiej
- miednicy zwężonej w wymiarze prostym
- prawidłowej miednicy i zbyt dużej główki

W przypadku miednicy ogólnie ścieśnionej główka musi być możliwie najmocniej przygięta.
Decyzję o mniejszym lub większym stopniu odgięcia główki podejmuje się w trakcie wykonywania rękoczynu, próbując tak ułożyć główkę, aby przeszła przez wchód miednicy.
Kiedy główka zejdzie do dna miednicy, wydobywa się ją za pomocą rękoczynu Veita-Smelliego.